# Malūsān
Malūsān (persiska: ميسَر, مَلهوسان, مَليسَر, ملوسان) är en ort i Iran.   Den ligger i provinsen Hamadan, i den nordvästra delen av landet, 300 km sydväst om huvudstaden Teheran. Malūsān ligger 1 584 meter över havet och antalet invånare är 602.
Terrängen runt Malūsān är huvudsakligen kuperad, men söderut är den bergig. Malūsān ligger nere i en dal. Runt Malūsān är det ganska tätbefolkat, med 124 invånare per kvadratkilometer. Närmaste större samhälle är Nahāvand, 15,3 km söder om Malūsān. Trakten runt Malūsān består i huvudsak av gräsmarker.